# Bahrain International 2018
Die Bahrain International 2018 im Badminton fanden vom 31. Oktober bis zum 4. November 2018 in Madinat Isa statt.

## Die Sieger und Platzierten
| Disziplin    | Gold                                      | Silber                               | Bronze                                  |
| ------------ | ----------------------------------------- | ------------------------------------ | --------------------------------------- |
| Herreneinzel | Ade Resky Dwicahyo                        | Timothy Lam                          | Haruki Fukuda                           |
| Herreneinzel | Ade Resky Dwicahyo                        | Timothy Lam                          | Azmy Qowimuramadhoni                    |
| Dameneinzel  | Sri Fatmawati                             | Neha Pandit                          | Domou Amro                              |
| Dameneinzel  | Sri Fatmawati                             | Neha Pandit                          | Shruti Mundada                          |
| Herrendoppel | Ade Resky Dwicahyo Azmy Qowimuramadhoni   | Adnan Ebrahim Jaffer Ebrahim         | Ayham Abd Eleddin Mohammad Bani Hani    |
| Herrendoppel | Ade Resky Dwicahyo Azmy Qowimuramadhoni   | Adnan Ebrahim Jaffer Ebrahim         | Anjum Bashir Shahmeer Iftikhar          |
| Damendoppel  | Rachel Jacob Cherickal Jasmine Joy Bacani | Amy Suneeth Leanne Suneeth           | Sereena Ciril Cochikunnel Reya Fathima  |
| Damendoppel  | Rachel Jacob Cherickal Jasmine Joy Bacani | Amy Suneeth Leanne Suneeth           | Latifa Osama Buhiji Khadija Radhi Mahdi |
| Mixed        | Bahaedeen Ahmad Alshannik Domou Amro      | Adnan Ebrahim Rachel Jacob Cherickal | Jaffer Ebrahim Jasmine Joy Bacani       |
| Mixed        | Bahaedeen Ahmad Alshannik Domou Amro      | Adnan Ebrahim Rachel Jacob Cherickal | Aljallad Ahmad Reya Fathima             |